# Blienschwiller
 Blienschwiller (en alsacià Bleschwiller) és un municipi francès, situat a la regió del Gran Est, al departament del Baix Rin. L'any 1999 tenia 288 habitants.
Forma part del cantó d'Obernai, del districte de Sélestat-Erstein i de la Comunitat de comunes del Pays de Barr.

## Demografia
| 1962 | 1968 | 1975 | 1982 | 1990 | 1999 |
| ---- | ---- | ---- | ---- | ---- | ---- |
| 344  | 365  | 350  | 304  | 292  | 288  |

## Administració
| Període   | Identitat         | Partit |
| --------- | ----------------- | ------ |
| 1945-1953 | Ernest Geiger     |        |
| 1953-1977 | René Bohn         |        |
| 1977-2008 | Jean Sperry       |        |
| 2008-2020 | Jean-Marie Sohler |        |